# ルカ・デマッテ
ルカ・デマッテ（ラテン文字：Luca DEMATTE, 1990年5月27日 - ）は、イタリア出身、大韓民国のフィギュアスケート選手（ペア）。パートナーはチョン・ユジン、ジュリア・フォレスティ、カロリーナ・ジレスピー。

## 経歴
イタリア代表時は2010-2011から2011-2012シーズンまでカロリーナ・ジレスピーとのペア、2013-2014シーズンはジュリア・フォレスティとのペアで国際大会に出場した。
2014年9月に韓国人のチョン・ユジンとのペアを結成し韓国所属となる。韓国ではもう1組ペアが新結成され、インゴ・シュトイアーが彼らを指導している。デマッテは韓国史上初のペア選手の1人である。
2015年1月、韓国選手権で演技を披露したが、その後チョンとのペアを解消した。デマッテは次の試合までに韓国女子のパートナーを探す予定。

## 主な戦績
- 2013-2014年シーズンはジュリア・フォレスティとのペア
- 2011-2012年シーズンまではカロリーナ・ジレスピーとのペア

| 大会/年            | 2010-11 | 2011-12 | 2013-14 |
| ------------------ | ------- | ------- | ------- |
| 欧州選手権         | 12      | 12      |         |
| イタリア選手権     |         | 2       | 3       |
| チャレンジカップ   |         |         | 3       |
| ババリアンオープン |         |         | 3       |
| ネスレ杯           |         |         | 1       |
| 世界Jr.選手権      | 10      |         |         |
| JGPチェコスケート  | 11      |         |         |
| JGP J.カリー記念   | 8       |         |         |

### 詳細
| 2013-2014 シーズン     |                                                    |         |         |          |
| 開催日                 | 大会名                                             | SP      | FS      | 結果     |
| 2014年3月6日 - 9日     | 2014年チャレンジカップ（ハーグ）                   | 2 49.55 | 3 88.07 | 3 137.62 |
| 2014年1月29日 - 2月2日 | 2014年ババリアンオープン（オーベルストドルフ）     | 3 54.04 | 4 90.36 | 3 144.40 |
| 2014年1月8日 - 11日    | 2014年メンターネスレネスクイックトルン杯（トルン） | 1 45.29 | 1 82.93 | 1 128.22 |
| 2013年12月18日 - 21日  | イタリアフィギュアスケート選手権（メラーノ）       | 3 48.56 | 3 94.88 | 3 143.44 |

| 2011-2012 シーズン   |                                                            |          |          |           |
| 開催日               | 大会名                                                     | SP       | FS       | 結果      |
| 2012年1月23日 - 29日 | 2012年ヨーロッパフィギュアスケート選手権（シェフィールド） | 11 42.75 | 12 77.36 | 12 120.11 |

| 2010-2011 シーズン      |                                                      |          |          |           |
| 開催日                  | 大会名                                               | SP       | FS       | 結果      |
| 2011年4月24日 - 5月1日  | 2011年世界ジュニアフィギュアスケート選手権（江陵）   | 12 39.93 | 8 76.51  | 10 116.44 |
| 2011年1月24日 - 30日    | 2011年ヨーロッパフィギュアスケート選手権（ベルン）   | 12 40.11 | 12 75.42 | 12 115.53 |
| 2010年11月19日 - 21日   | ISUジュニアグランプリ チェコスケート（オストラヴァ） | 9 39.22  | 8 71.36  | 8 110.58  |
| 2010年9月29日 - 10月3日 | ISUジュニアグランプリ J.カリー記念（シェフィールド） | 10 37.46 | 11 71.43 | 11 108.89 |